# Costanzo I. Sforza

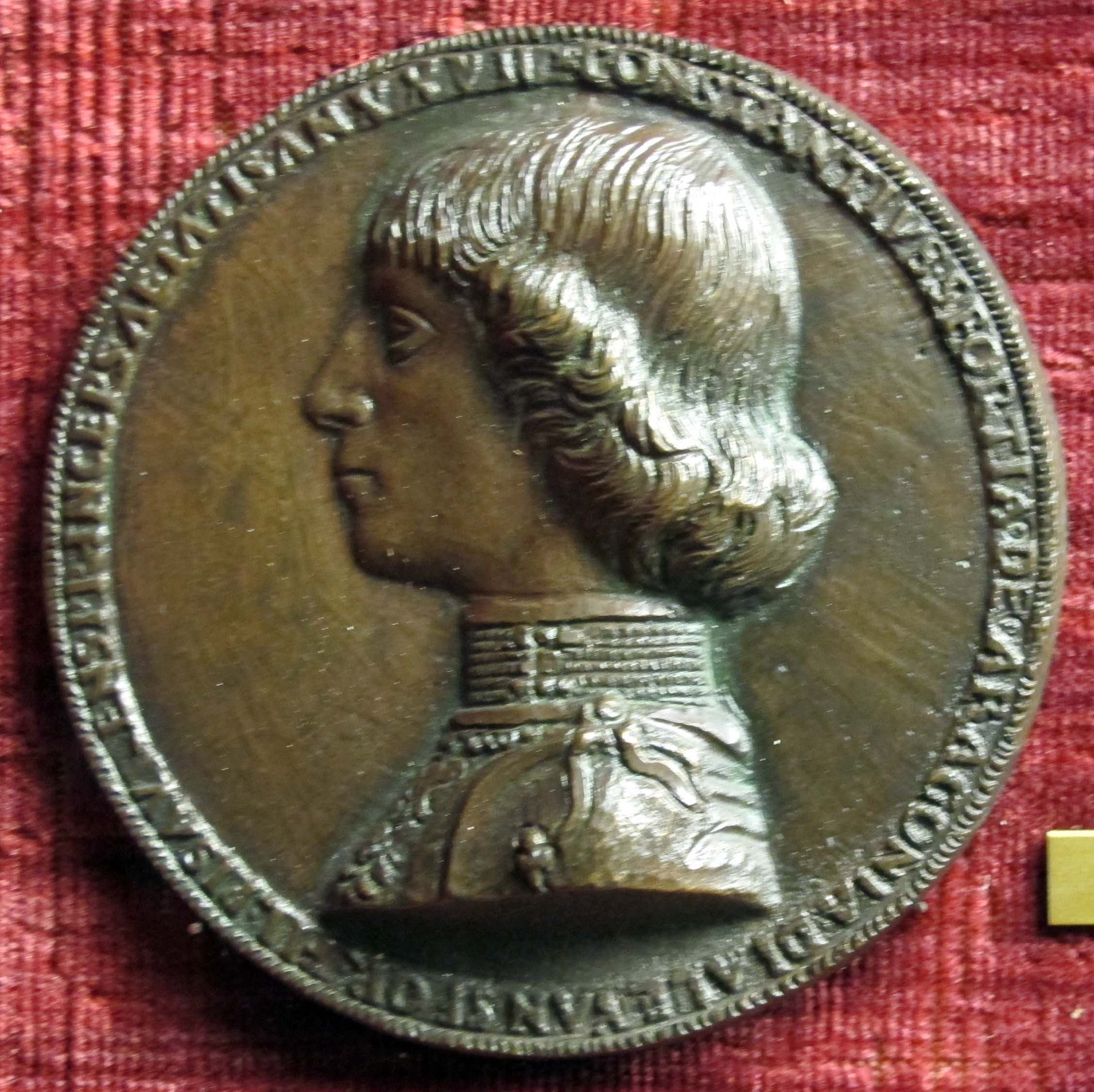
Medaille von Costanzo I. Sforza

Costanzo I. Sforza (* 5. Juli 1447 in Pesaro; † 19. Juli 1483 ebenda) war ein italienischer Condottiere. Herr von Pesaro und Gradara.

## Leben
Er war der Sohn von Alessandro Sforza. Seine Mutter Costanza Varano starb wenige Tage nach seiner Geburt. Kurz nach dem Tod seiner Mutter wurde sein Vater zum apostolischen Vikar von Pesaro ernannt. Die Investitur wurde auf zwei Generationen gewährt.
Ein Jahr nach seiner Geburt heiratete sein Vater in zweiter Ehe Sveva da Montefeltro. Unter ihrer Obhut wuchs Costanzo Sforza bis 1457 auf, als seine Stiefmutter sich von seinem Vater trennte. Da sein Vater größtenteils abwesend war, wurde er nun verschiedenen Stellvertretern seines Vaters in Pesaro anvertraut. Nachdem Papst Pius II. 1462 einen Krieg gegen den Herrn von Rimini Sigismondo Malatesta angezettelt hatte und die Pest in Pesaro ausgebrochen war, zog Costanzo mit seinem Lehrer, dem Humanisten Martino Filetico, zu seiner älteren Schwester Battista Sforza an den Hof von Urbino.
Im Februar 1463 kehrte er nach Pesaro zurück und beteiligte sich, keine 16 Jahre alt, an der Verteidigung der vom Malatesta bedrohten Stadt. Dabei nahm er auch erstmals an einigen Scharmützeln teil. 1464 wurde er an den Hof seines Onkels Francesco I. Sforza geschickt. In Mailand verbrachte er viel Zeit an der Seite seines Cousins Galeazzo Maria Sforza und war bei den Sitzungen des herzoglichen Rates anwesend.
Ende 1464 kehrte er nach Pesaro zurück. Aus der Liebschaft mit der aus Pesaro stammenden Fiore di Ugolino Boni ging 1466 sein unehelicher Sohn Giovanni hervor, während seine Vaterschaft des drei Jahre später geborenen Galeazzo nicht eindeutig geklärt ist. Costanzo I. Sforza fädelte später die Hochzeit der Mutter seines Sohnes mit einem angesehenen Mann aus Pesaro ein und schenkte ihr ein Haus und Ländereien, so dass sie ausgesorgt hatte.
1466 war wahrscheinlich auch seine militärische Ausbildung beendet, da ihm im gleichen Jahr die Führung eines Trupps Soldaten im Heer seines Vaters anvertraut wurde, der im Bund mit Venedig im Kampf gegen Papst Paul II. stand. Das Bündnis mit der Serenissima stellte einen ersten Bruch mit den Mailänder Sforzas dar. In der Schlacht von Riccadina zwischen Venedig und Florenz im Juli 1467 wurde Costanzo I. Sforza von den Truppen seines Schwagers Federico da Montefeltro gefangen genommen, am Abend des gleichen Tages aber wieder freigelassen. Eine weitere schwere Niederlage erlitten die beiden Sforzas 1469  in der Schlacht von Mulazzano, als nach dem Tod des Herrn von Rimini Sigismondo Malatesta der Kampf um seine Nachfolge ausgebrochen war. Erneut war es ein von Federico da Montefeltro angeführtes Heer, das von Mailand und Neapel gestellt wurde und der venezianisch-päpstlichen Streitmacht unter dem Kommando seines Vaters eine vernichtende Niederlage beibrachte.
Mit der Niederlage endete das Bündnis mit Venedig und man näherte sich wieder den Sforzas in Mailand an. Costanzo I. übernahm zunehmend Regierungsaufgaben seines gesundheitlich angeschlagenen Vaters. Nach dem Tod seines Vaters im April 1473 wurde er von Sixtus IV. als Vikar von Pesaro bestätigt. Das Angebot seiner Mailänder Verwandten ihn stärker an sich zu binden lehnte er ab, vielmehr bot er seine Dienste als Condottiere Ferdinand II. von Aragon an. Die von Mailand mit Argwohn beobachtete Annäherung an Neapel wurde ein Jahr später durch die Verlobung mit Covella – später Camilla Marzano d’Aragona (1475–1490/95) bekräftigt. Sie war die Tochter Giovanni Francescos Mariano, des Herzogs von Sessa, und Eleonoras d’Aragon, der illegitimen Tochter Alfons V. von Aragon. Papst Sixtus IV. stimmte der 1475 vollzogenen Trauung zu und weitete den Erbanspruch auf das Vikariat von Pesaro auf die Kinder und Enkelkinder des Paares aus.
In der Folgezeit versuchte Costanzo I. Sforza in der verwickelten politischen Szene auf der Apenninenhalbinsel mehr Unabhängigkeit zu gewinnen. Seine Forderungen nach mehr Sold wurden vom König von Neapel abgelehnt und ihm wurde lediglich die Verlängerung seiner Dienste zu den gleichen Bedingungen zugestanden. Zusehends entfernte er sich von Ferdinand II. So ergriff er im Zuge der Pazzi-Verschwörung gegen den Willen des Königs und des Papstes für Lorenzo de’ Medici Partei. 1479 wechselte er sehr zur Freunde der Mailänder Verwandtschaft die Seiten und stellte sich in den Dienst des zwischen Mailand und Florenz geschmiedeten Bundes, was ihm unter anderem seine Exkommunikation durch Sixtus IV. einbrachte. Im anschließenden Feldzug behielten die Truppen des Papstes und des Königs von Neapel jedoch die Oberhand. An den Verhandlungstisch gezwungen, stimmte der Medici 1480 einem Frieden zu und ließ dem Papst freie Hand, um gegen Costanzo I. Sforza zu Felde zu ziehen.
Auf die Drohungen des Papstes antwortete sein Cousin Ludovico Sforza mit der Entsendung eines Heeres unter der Führung von Roberto Sanseverino. Das von Sanseverino bedrohte Imola, schreckte Venedig auf, worauf die Markusrepublik Druck auf den Papst ausübte. Zugleich machte die Ehefrau von Costanzo I. Sforza ihren Einfluss in Neapel geltend, so dass der König von Neapel mit seinen Truppen und seiner Flotte den Kirchenstaat bedrohte. Florenz und Mailand heizten zudem eine Revolte in Forlì an. Der Otranto-Feldzug der Osmanen zwang schließlich den Papst zu einer Umkehr seines Vorhabens, den Sforza aus Pesaro zu vertreiben. Um sich den Rücken freizuhalten, begnadigte ihn der Papst und bestätigte ihn als Vikar von Pesaro.
Im Januar 1482 wurde er von Ludovico Sforza zu Hilfe gerufen, um im Streit um die Vormachtstellung zwischen den Rossi und den Pallavicini in Parma und Umgebung für Ruhe zu sorgen. Zur Unruhe dort trug zudem der ambitionierte Roberto Sanseverino bei, der als Statthalter der Sforza sich gegen die Mailänder auflehnte und nach mehr Unabhängigkeit strebte. Costanzo I. Sforza gelang es, Sanseverino von seinen Ländereien zu vertreiben, zögerte aber das von Pier Maria II. de’ Rossi gehaltene San Secondo anzugreifen. Daraufhin wurde ihm das Kommando im Feldzug gegen die Rossis entzogen.
Im Krieg zwischen Ferrara und Venedig stand er anschließend erneut in Diensten seines Cousins Ludovico il Moro. Zur Unterstützung des Verbündeten Medici wurde Costanzo I. Sforza nach Florenz entsandt und nahm das zum Kirchenstaat gehörende Città di Castello ein. Danach eroberte er nach langer Belagerung Citerna in Umbrien, bevor er nach Pesaro zurückeilte, das von Girolamo Riario, Nepote von Sixtus VI., bedroht wurde. Im Dezember 1482 übernahm er die Verteidigung von Ferrara. Nach der Ankunft von Alfons von Aragon im Januar 1483 gab er das Kommando wieder ab. Da ihm der zustehende Sold vorenthalten wurde, brach er erneut mit den Mailänder Sforzas und den Medicis und stellte sich in den Dienst Venedigs. Die Lagunenrepublik bezahlte nicht nur gut, sondern sagte ihm auch ihre Unterstützung bei der Eroberung von Rimini zu. Noch bevor es dazu kam, verstarb er im Juli 1483 unerwartet, als er sein neues Söldnerheer aufstellte, vermutlich weil er vergiftet worden war.
Da das einzige Kind aus der ersten Ehe mit Camilla Marzano d’Aragona wenige Tage nach der Geburt gestorben war, folgte sein unehelicher Sohn Giovanni Sforza in Pesaro nach, Camilla regierte 1483 vorübergehend für den noch nicht Volljährigen. Carlo und Ercole waren natürliche Nachkommen Constanzos, die nach dem Jahr 1475 starben und von denen historisch nicht viel überliefert worden ist.